# Ходалевич, Анатолий Николаевич
Анатолий Николаевич Ходалевич (9 мая 1906, Олекминск, Якутская губерния — 17 мая 1993, Екатеринбург) — советский геолог, палеонтолог, лауреат Сталинской премии (1946).

## Биография
Окончил геолого-палеонтологическое отделение физико-математического факультета Томского государственного университета по специальности «Палеонтология — биостратиграфия» (1930).
Работал в экспедиции Е. П. Молдаванцева и в Уральском геологоразведочном тресте. В этот период защитил диссертации:
- кандидатская (1939) — «Верхнесилурийские брахиоподы восточного склона Урала»;
- докторская (1943) — «Стратиграфия и брахиоподы бокситоносных отложений Урала».

В 1944—1984 гг. преподавал и вёл научную деятельность в Свердловском горном институте: заведующий кафедрой исторической геологии и палеонтологии (1944—1977), 1977—1982 — профессор кафедры (1977—1982), профессор-консультант (1982—1984).
В 1955—1965 гг. научный руководитель Палеонтологической партии Уральского территориального геологического управления.
Первооткрыватель месторождений бокситов на Северном Урале: Черемуховского, Усть-Кальинского, Горностайского, Северо-Тошемского.
Специалист в области палеонтологии и стратиграфии (силур, девон); доктор геолого-минералогических наук (1944), профессор (1945).
Лауреат Сталинской премии I степени (1946) — за геологические работы, обеспечившие создание сырьевой базы для алюминиевой промышленности на Урале, награждён орденом «Знак Почёта» и медалями.
Скончался 17 мая 1993 года в Екатеринбурге. Похоронен на Широкореченском кладбище.